# (32619) 2001 QC295
2001 QC295 (asteroide 32619) é um asteroide da cintura principal. Possui uma excentricidade de 0.16480510 e uma inclinação de 5.96503º.
Este asteroide foi descoberto no dia 24 de agosto de 2001 por LONEOS em Anderson Mesa.